# Hydrobia
Hydrobia é um género de gastrópode  da família Hydrobiidae.
Este género contém as seguintes espécies:
- Hydrobia acuta (Draparnaud, 1805)
  - Hydrobia acuta neglecta Muus, 1963
- Hydrobia antarctica Philippi, 1868
- Hydrobia djerbaensis Wilke, Pfenninger & Davis, 2002
- Hydrobia glyca (Servain, 1880)
- Hydrobia pumilio E. A. Smith, 1875
- Hydrobia salsa
- Hydrobia scamandri (Boeters, Monod & Vala, 1977)
- Hydrobia ulvae (Pennant, 1777)